# Bzommári Pátriárkai Kongregáció

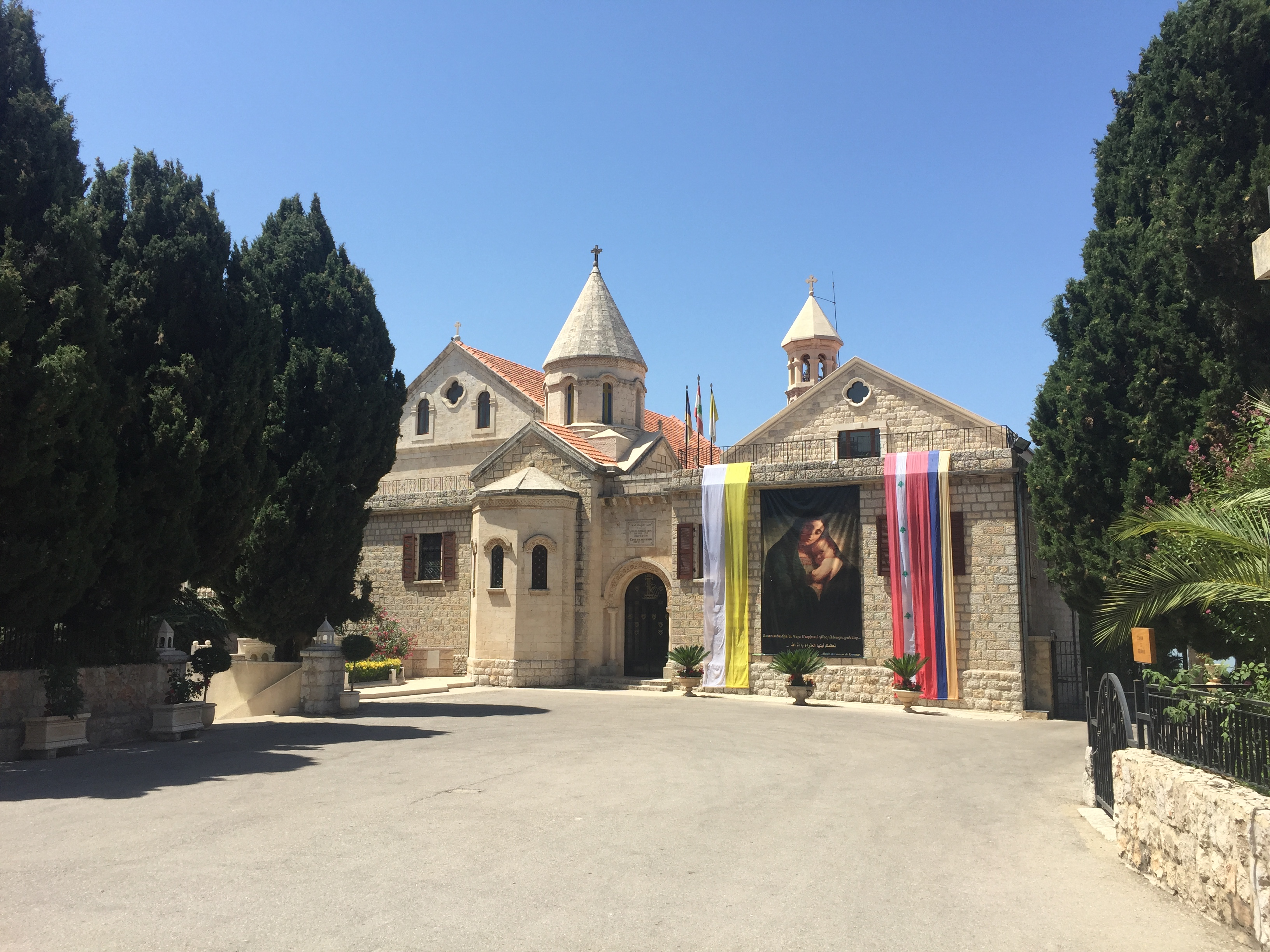
Örmény katolikus templom Libanonban

A Bzommári Pátriárkai Kongregáció egy örmény katolikus szerzetesrend, amelynek központja a libanoni Bzommár településen található. A Kongregációt 1749-ben alapította I. Ábrahám Péter katolikosz-pátriárka. Az Örmény Katolikus Egyház több jeles személyisége e rend soraiból származott.

## Névváltozatok
A rend központja Libanonban található, ezért a francia nevével is gyakran lehet találkozni: Institut du Clergé Patriarcal de Bzommar. Ennek rövidítését szokták a rendtagok a nevük mögött feltüntetni: I.C.P.B.

## A rend küldetése
A Bzommári Pátriárkai Kongregáció egy férfi rend, amely papokat képez ki az örmény nép lelki szükségleteinek ápolására, helyi egyházi funkciók ellátására. A rend tagjai arra hivatottak, hogy ahová csak küldi őket a katolikosz-pátriárka, abban a közösségben végezzék az egyházi szolgálatot. A rend elöljárója a mindenkori örmény katolikus egyházfő, vagyis az Örmény Katolikusok Kilíkiai Házának katolikosz-pátriárkája.

## Híres rendtagok
Boldog Maloján Ignác (Iknádiosz Sukrallah Maloján), XVIII. János Péter és XX. Gergely Péter örmény katolikus pátriárkák.